# 제이 칸스

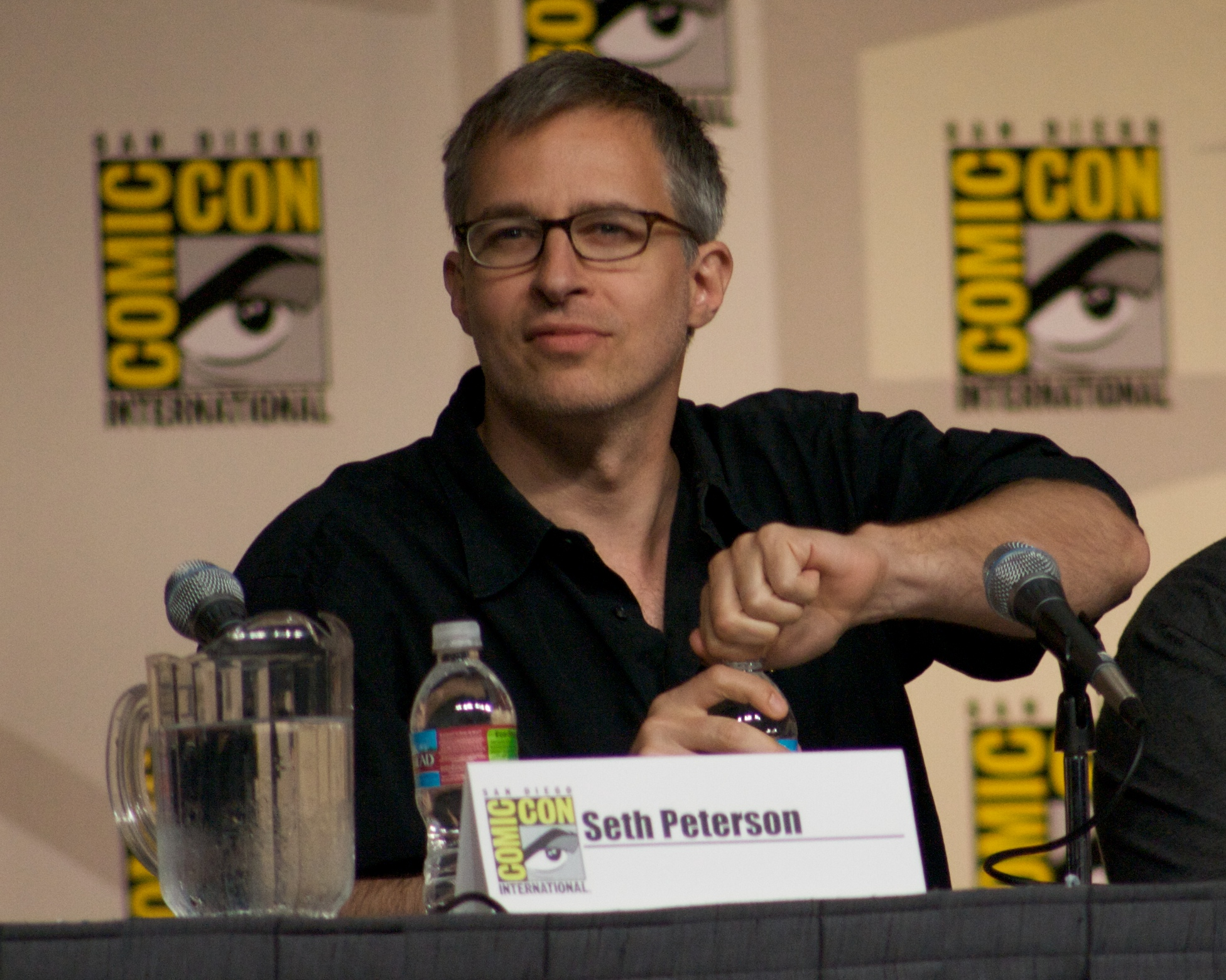

제이 칸스(Jay Karnes, 1963년 6월 27일 ~ )는 미국의 배우이다.
오마하에서 태어났다.

## 출연 작품
- 나노 테러리즘: CIA 비밀요원 (2019년)
- 썸니아 (2016년) - 피터 역
- 셋 업 (2011년) - 러셀 역
- 레오니 (2010년) - 의사 루멜리 역
- 체이싱 3000 (2006년)

### 텔레비전
- 브이 1 - 크리스 볼링 역
- 선스 오브 아나키
- 번 노티스
- 더 크로싱
- 쉴드: XX 강력반
- 저징 에이미
- 조이라이더스